# ملاعب كأس العالم 2018
كأس العالم لكرة القدم 2018 هي البطولة الحادية والعشرون من بطولات كأس العالم لكرة القدم المقامة تحت رعاية الاتحاد الدولي لكرة القدم، والتي ستستضيفها روسيا في الفترة ما بين 14 يونيو ولغاية 15 يوليو من عام 2018. حيث فازت روسيا بشرف استضافة البطولة بعد قرار الاتحاد الدولي لكرة القدم فيفا يوم 2 ديسمبر 2010. حيث استطاعت روسيا التغلب على 3 ترشيحات، فتغلبت على ترشيح مشترك بين إسبانيا والبرتغال، وتغلبت كذلك على ترشيح مشترك أيضاً بين هولندا وبلجيكا، وترشيح وحيد لإنجلترا. وهي النسخة الأولى من بطولات كأس العالم لكرة القدم التي ستقام في أوروبا الشرقية، والمرة الأولى التي ستستضيف بها القارة الأوروبية منافسات البطولة بعد بطولة كأس العالم لكرة القدم 2006 والتي أقيمت في ألمانيا.
ومن الملاحظ أن المدن المستضيفة لمنافسات البطولة هي مدن روسيا الأوروبية، والتي تقع في الجانب الغربي من روسيا، وتحديداً في غرب جبال الأورال؛ باستثناء مدينة يكاترينبورغ والتي تبعد حوالي 1420 كم عن العاصمة موسكو، من أجل تسهيل عملية انتقال الجماهير بين المدن قدر الإمكان. وستجرى مباريات كأس العالم 2018 في 11 مدينة روسية. وستحتضن العاصمة موسكو مباراة الافتتاح والمباراة النهائية كذلك؛ حيث ستلعب المبارتين على ملعب لوجنيكي.

## نظرة عامة
في بداية الأمر اقترحت روسيا عدة مدن لاستضافة فعاليات البطولة (13 مدينة) وهي: مدينة كالينينغراد ومدينة كازان ومدينة كراسنودار ومدينة موسكو ومدينة نيجني نوفغورود ومدينة روستوف أون دون ومدينة سانت بطرسبرغ ومدينة سامارا ومدينة سارانسك ومدينة سوتشي ومدينة فولغوغراد ومدينة ياروسلافل ومدينة يكاترينبورغ. ومن الملاحظ أن المدن المرشحة لمنافسات البطولة هي مدن روسيا الأوروبية أو على مشارفها، من أجل تقليل وقت التي تقضيه المنتخبات المشاركة في التنقل ما بين المدن الروسية. وقد ذكر تقرير المرافق ترشيحات كأس العالم لكرة القدم 2018: أن «العرض الروسي يتضمن وجود 13 مدينة مستضيفة و16 ملعبًا، وبالتالي فإن العرض يتجاوز الحد الأدنى لمتطلبات الاتحاد الدولي لكرة القدم. حيث سيتم تجديد ثلاثة من الملاعب الستة عشر، مع بناء 13 ملعبًا حديثًا».

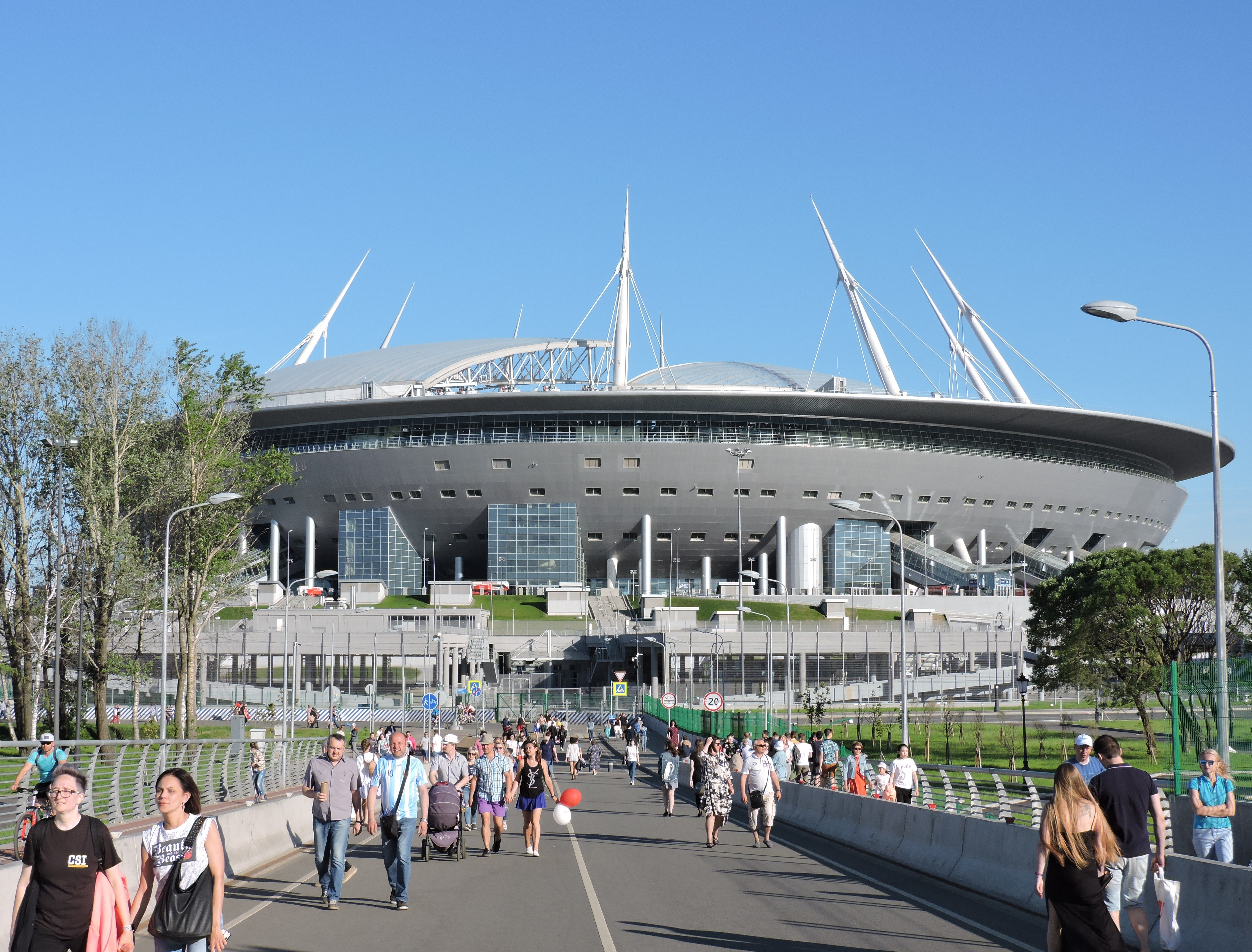
صورة لملعب كريستوفسكي في مدينة سانت بطرسبرغ، والذي سيستضيف مباراة المركز الثالث في كأس العالم 2018.

لكن في أكتوبر 2011 قامت روسيا بتخفيض عدد الملاعب المفترحة سابقاً في ملف الترشيح من 16 إلى 14 ملعباً. حيث تم إلغاء بناء ملعب بودولسك المقترح في منطقة موسكو من قبل الحكومة الإقليمية. بينما الملعب الآخر فكان أيضاً في العاصمة الروسية موسكو، حيث تنافس كل من ملعب أوتكريتيي أرينا مع ملعب دينامو على الفوز بأحقية التشييد من أجل منافسات كأس العالم، الأمر الذي أدى إلى فوز ملعب أوتكريتيي أرينا بالمنافسة. أُعلن عن القائمة النهائية للمدن المستضيفة للفعاليات المنتظرة في 29 سبتمبر 2012، حيث تم تقليل عدد المدن المستضيفة لتصبع 11 بدلاً من 13، كذلك تم خفض عدد الملاعب إلى 12 ملعباً بدلاً من 14؛ فتم التخلي عن ملعب ملعب شينيك وملعب كراسنودار. أصبحت القائمة للملاعب تحوى في جعبتها 12 ملعباً، تم تجديد 3 ملاعب منها (ملعب لوجنيكي في موسكو وملعب سنترال في يكاترينبورغ، وملعب فيشت الأولمبي في سوتشي)، وتم كذلك بناء 9 ملاعب أخرى جديدة كلياً. هذه الإنشاءات كلفت روسيا ما يقارب 11.8 مليار دولار أمريكي.
صرح رئيس الاتحاد الدولي لكرة القدم السابق السويدي سيب بلاتر في يوليو 2014 أنه بسبب المخاوف بشأن الانتهاء من تجهيز الملاعب في روسيا، فإنه قد قد يتم تخفيض عدد الملاعب البطولة من 12 ملعباً إلى 10 ملاعب. حيث صرح قائلاً:«نحن لن نكون في وضع محرج، كما كان الحال في ملعب واحد، أو ملعبين أو حتى ثلاثة ملاعب في جنوب أفريقيا، حيث إن مشكلة تكمن في ما تفعله أو تنجزه أنت في تلك الملاعب ».
في أول ريارة رسمية لها إلى روسيا في أكتوبر 2014، قامت لجنة التفتيش التابعة للفيفا ويترأسها آنذاك كريس أونغر بزيارة كل من مدينة سان بطرسبرغ ومدينة سوتشي ومدينة كازان، وقد كانوا راضين تمام الرضى عن التقدم الحاصل في تلك الملاعب. وفي 8 أكتوبر 2015، وافق الاتحاد الدولي لكرة القدم واللجنة المنظمة المحلية على الأسماء الرسمية للملاعب المستخدمة في البطولة. وقد قسمت اللجنة المنظمة عدد المباريات التي ستلعب لعدة أصناف:
- 7 مباريات: ملعب لوجنيكي في موسكو واستاد ملعب كريستوفسكي في سانت بطرسبرغ (أكبر ملعبين في روسيا). حيث سيستضيف كل منها 7 مباريات موزعة على أدوار البطولة المتخلفة.
- 6 مباريات: ملعب فيشت الأولمبي في سوتشي واستاد كازان أرينا في كازان وملعب نيجني نوفغورود في نيجني نوفغورود وملعب سامارا في سامارا. حيث ستستضيف تلك الملاعب 6 مباريات من بينها مباراة واحدة في ربع النهائي.
- 5 مباريات: ملعب أوتكريتيي أرينا في موسكو وملعب روستوف أرينا في روستوف-نا-دونو. حيث سيستضيف كل منها 5 مباريات منها مباراة واحدة من دور ال 16 عشر
- 4 مباريات:ملعب كالينينغراد في كالينينغراد وملعب سنترالفي يكاترينبورغ وفولغوغراد أرينا في فولغوغراد وموردوفيا أرينافي سارانسك.حيث ستستضيف تلك الملاعب 4 مباريات جميعها في دور المجموعات، حيث لن تستضيف تلك الملاعب أي مباراة في الأدوار الإقصائية بسبب صغر السعة الإستيعابية.

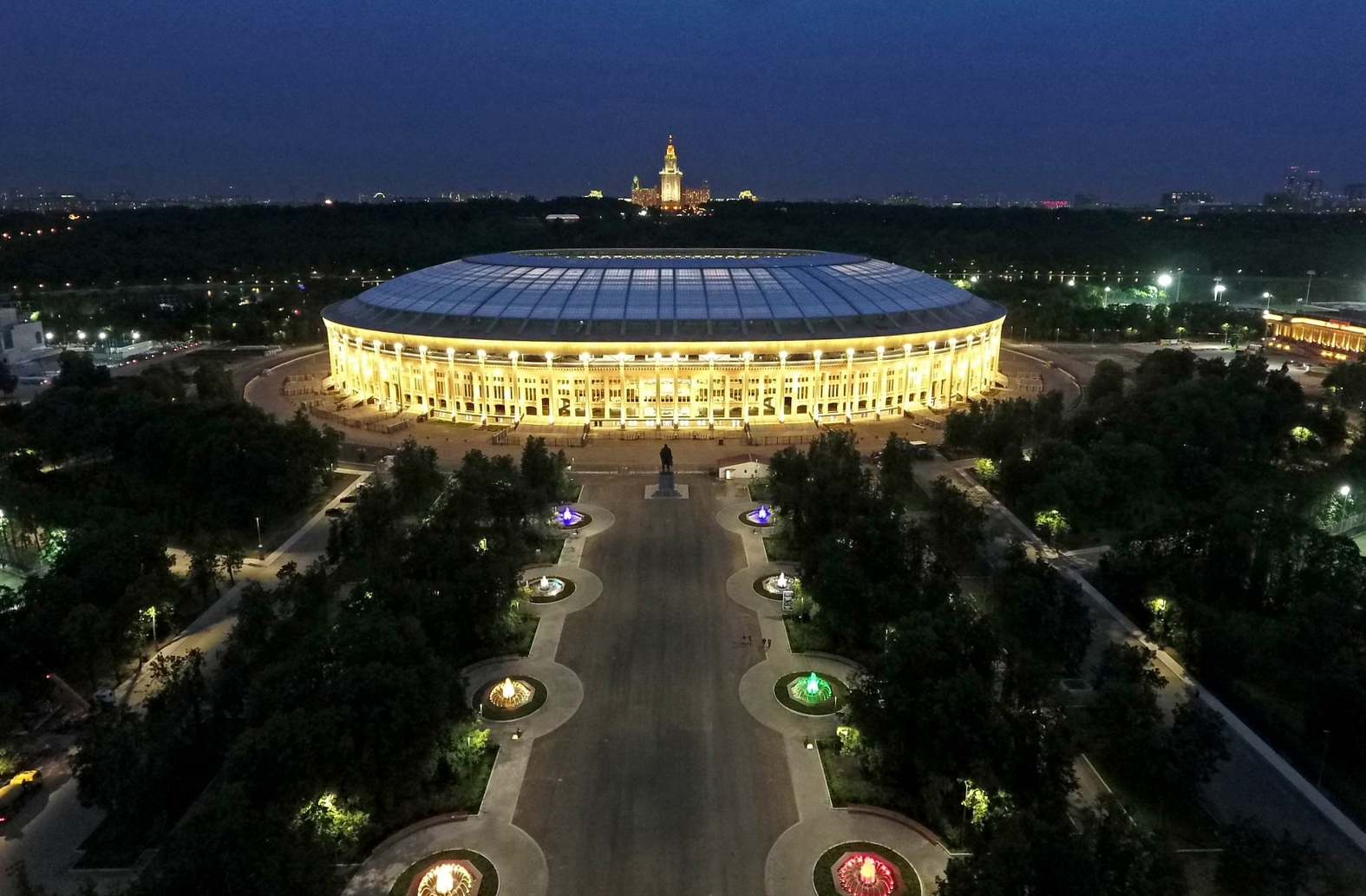
صورة ليلة لملعب لوجنيكي في العاصمة موسكو، والذي سيستضيف نهائي كأس العالم 2018.

## الملاعب
تم بناء وتجديد 12 ملعباً في 11 مدينة روسية من أجل استضافة نهائيات كأس العالم:
- مدينة سامارا: كوسموس أرينا (الطاقة الإستيعابية خلال كأس العالم: 44,918) بدأ البناء رسمياً في 21 يوليو 2014، وتم الانتهاء من المشروع في 21 أبريل 2018.
- مدينة نيجني نوفغورود: ملعب نيجني نوفغورود (الطاقة الإستيعابية خلال كأس العالم: 44,899) بدأ تشييد الملعب في عام 2015، واكتمل المشروع في ديسمبر 2017.[18]
- مدينة فولغوغراد: فولغوغراد أرينا (الطاقة الإستيعابية خلال كأس العالم: 45,568) بني الملعب في موقع الاستاد المركزي التي تم هدمه، عند سفح مجمع ماماييف كورغان التذكاري. واكتمل المشروع في 3 أبريل 2018.[19]
- مدينة يكاترينبورغ: ملعب سنترال (الطاقة الإستيعابية خلال كأس العالم: 35,696). تم تجديده لاستضافة كأس العالم. تم الانتهاء من مشروع في ديسمبر 2017.
- مدينة سارانسك: موردوفيا أرينا (الطاقة الإستيعابية خلال كأس العالم: 44,442) وكان من المقرر أن يتم الانتهاء من الملعب في 2012، ولكن تم إعادة جدولة الخطة، ليفتتح في عام 2017. استضاف الملعب أول مباراة رسمية في 21 أبريل 2018.
- مدينة روستوف-نا-دونو: روستوف أرينا (الطاقة الإستيعابية خلال كأس العالم: 45000) يقع الاستاد على الضفة اليسرى لنهر الدون. اكتمل بناء الملعب في 22 ديسمبر 2017.
- مدينة كالينينغراد: ملعب كالينينغراد (الطاقة الإستيعابية خلال كأس العالم: 35,212).بدأ تشييد الملعب في سبتمبر 2015. في 11 أبريل 2018 استضاف الملعب أول مباراة رسمية.
- مدينة كازان: كازان أرينا (الطاقة الإستيعابية خلال كأس العالم: 45,379). تم بناء الملعب لاستضافة فعاليات الألعاب الجامعية الصيفية 2013 وبطولة العالم للسباحة 2015. ثم تم تجديده مره أخرى لاستضافة فعاليات كأس القارات 2017 وكأس العالم 2018. وهو الملعب الرئيسي لنادي روبين كازان.
- العاصمة موسكو: أوتكريتيي أرينا (الطاقة الإستيعابية خلال كأس العالم: 45,360) هو الملعب الرئيسي لنادي سبارتاك موسكو. خلال بطولة كأس العالم 2018، سيطلق عليه اسم «ملعب سبارتاك» بدلاً من اسمه المعتاد «أوتكريتي أرينا». استضاف الملعب أول مباراة رسمية في 5 سبتمبر 2014.
- مدينة سوتشي: ملعب فيشت الأولمبي (الطاقة الإستيعابية خلال كأس العالم: 47,659) اتم تجديد الملعب كلياً من أجل استضافة الألعاب البارالمبية الشتوية 2014 والألعاب الأولمبية الشتوية 2014. ثم تم تجديده مره أخرى لاستضافة فعاليات كأس القارات 2017 وكأس العالم 2018.
- مدينة سانت بطرسبرغ: ملعب كريستوفسكي (الطاقة الإستيعابية خلال كأس العالم: 68,13) بدأ تشييد الملعب في عام 2007، وتم الانتهاء من المشروع رسميا في 29 ديسمبر 2016. استضاف الملعب مباريات كأس القارات 2017، وسيستضيف كذلك منافسات لكأس العالم 2018، ومنافسات بطولة أمم أوروبا 2020.[20]
- مدينة موسكو: ملعب لوجنيكي (الطاقة الإستيعابية خلال كأس العالم: 81,000) تم إغلاق أكبر ملعب في روسيا من أجل عمليات التجديد في عام 2013، وتم الانتهاء من المشروع رسمياً في نوفمبر 2017.

| موسكو            | موسكو | سان بطرسبرغ | سوتشي                          |
| ---------------- | --- | --- | ------------------------------ |
| ملعب لوجنيكي     | أوتكريتيي أرينا (ملعب سبارتاك) | ملعب كريستوفسكي (ملعب سان بطرسبرغ) | ملعب فيشت الأولمبي (ملعب فيشت) |
| السعة: 81,000    | السعة: 45,360 | السعة: 68,134 | السعة: 47,659                  |
|                  | | |                                |
| كازان            | موسكو سان بطرسبرغ كالينينغراد نيجني نوفغورود كازان سامارا فولغوغراد سارانسك سوتشي روستوف-نا-دونو يكاترينبورغملاعب كأس العالم 2018 (روسيا الأوروبية) | موسكو سان بطرسبرغ كالينينغراد نيجني نوفغورود كازان سامارا فولغوغراد سارانسك سوتشي روستوف-نا-دونو يكاترينبورغملاعب كأس العالم 2018 (روسيا الأوروبية) | سامارا                         |
| كازان أرينا      | موسكو سان بطرسبرغ كالينينغراد نيجني نوفغورود كازان سامارا فولغوغراد سارانسك سوتشي روستوف-نا-دونو يكاترينبورغملاعب كأس العالم 2018 (روسيا الأوروبية) | موسكو سان بطرسبرغ كالينينغراد نيجني نوفغورود كازان سامارا فولغوغراد سارانسك سوتشي روستوف-نا-دونو يكاترينبورغملاعب كأس العالم 2018 (روسيا الأوروبية) | كوسموس أرينا (ملعب سامارا)     |
| السعة: 45,379    | موسكو سان بطرسبرغ كالينينغراد نيجني نوفغورود كازان سامارا فولغوغراد سارانسك سوتشي روستوف-نا-دونو يكاترينبورغملاعب كأس العالم 2018 (روسيا الأوروبية) | موسكو سان بطرسبرغ كالينينغراد نيجني نوفغورود كازان سامارا فولغوغراد سارانسك سوتشي روستوف-نا-دونو يكاترينبورغملاعب كأس العالم 2018 (روسيا الأوروبية) | السعة: 44,918                  |
|                  | موسكو سان بطرسبرغ كالينينغراد نيجني نوفغورود كازان سامارا فولغوغراد سارانسك سوتشي روستوف-نا-دونو يكاترينبورغملاعب كأس العالم 2018 (روسيا الأوروبية) | موسكو سان بطرسبرغ كالينينغراد نيجني نوفغورود كازان سامارا فولغوغراد سارانسك سوتشي روستوف-نا-دونو يكاترينبورغملاعب كأس العالم 2018 (روسيا الأوروبية) |                                |
| فولغوغراد        | موسكو سان بطرسبرغ كالينينغراد نيجني نوفغورود كازان سامارا فولغوغراد سارانسك سوتشي روستوف-نا-دونو يكاترينبورغملاعب كأس العالم 2018 (روسيا الأوروبية) | موسكو سان بطرسبرغ كالينينغراد نيجني نوفغورود كازان سامارا فولغوغراد سارانسك سوتشي روستوف-نا-دونو يكاترينبورغملاعب كأس العالم 2018 (روسيا الأوروبية) | روستوف-نا-دونو                 |
| فولغوغراد أرينا  | موسكو سان بطرسبرغ كالينينغراد نيجني نوفغورود كازان سامارا فولغوغراد سارانسك سوتشي روستوف-نا-دونو يكاترينبورغملاعب كأس العالم 2018 (روسيا الأوروبية) | موسكو سان بطرسبرغ كالينينغراد نيجني نوفغورود كازان سامارا فولغوغراد سارانسك سوتشي روستوف-نا-دونو يكاترينبورغملاعب كأس العالم 2018 (روسيا الأوروبية) | روستوف أرينا                   |
| السعة: 45,568    | موسكو سان بطرسبرغ كالينينغراد نيجني نوفغورود كازان سامارا فولغوغراد سارانسك سوتشي روستوف-نا-دونو يكاترينبورغملاعب كأس العالم 2018 (روسيا الأوروبية) | موسكو سان بطرسبرغ كالينينغراد نيجني نوفغورود كازان سامارا فولغوغراد سارانسك سوتشي روستوف-نا-دونو يكاترينبورغملاعب كأس العالم 2018 (روسيا الأوروبية) | السعة: 45,000                  |
|                  | موسكو سان بطرسبرغ كالينينغراد نيجني نوفغورود كازان سامارا فولغوغراد سارانسك سوتشي روستوف-نا-دونو يكاترينبورغملاعب كأس العالم 2018 (روسيا الأوروبية) | موسكو سان بطرسبرغ كالينينغراد نيجني نوفغورود كازان سامارا فولغوغراد سارانسك سوتشي روستوف-نا-دونو يكاترينبورغملاعب كأس العالم 2018 (روسيا الأوروبية) |                                |
| كالينينغراد      | يكاترينبورغ | سارانسك | نيجني نوفغورود                 |
| ملعب كالينينغراد | ملعب سنترال (ملعب يكاترينبورغ) | موردوفيا أرينا | ملعب نيجني نوفغورود            |
| السعة: 35,212    | السعة: 35,696 | السعة: 44,442 | السعة: 44,899                  |
|                  | | |                                |

## مقر المنتخبات
أعلن الاتحاد الدولي لكرة القدم في 9 فبراير 2018 عن مقر/معسكر كل منتخب مشارك في البطولة. حيث سيتم استخدام تلك المقرات/المعسكرات من قبل المنتخبات ال 32 الوطنية المشاركة للبقاء والتدريب قبل وأثناء منافسات بطولة كأس العالم.
| - الأرجنتين: برونيتسي، محافظة موسكو - أستراليا: كازان، تتارستان - بلجيكا: منطقة كراسنوجورسكي، محافظة موسكو - البرازيل: سوتشي، كراسنودار كراي - كولومبيا: منطقة فيركينوسلونسكي، تتارستان - كوستاريكا: سانت بطرسبرغ - كرواتيا: منطقة فيبورغسكي، لينينغراد أوبلاست - الدنمارك: أنابا، كراسنودار كراي | - مصر: غروزني، الشيشان - إنجلترا: سانت بطرسبرغ - فرنسا: إيسترا، محافظة موسكو - ألمانيا: موسكو - آيسلندا: غيلينجيك، كراسنودار كراي - إيران: باكوفكا، محافظة موسكو - اليابان: كازان، تتارستان - المكسيك: خيمكي، محافظة موسكو | - المغرب: فورونيج، فورونيج أوبلاست - نيجيريا: ييسينتوكي، كراي ستافروبول - بنما: سارانسك، موردوفيا - بيرو: موسكو - بولندا: سوتشي، كراسنودار كراي - البرتغال: رامنسكوي، محافظة موسكو - روسيا: خيمكي، محافظة موسكو - السعودية: سانت بطرسبرغ | - السنغال: كالوغا، كالوغا أوبلاست - صربيا: سفتلوغورسك، أوبلاست كالينينغرادسكايا - كوريا الجنوبية: سانت بطرسبرغ - إسبانيا: كراسنودار، كراسنودار كراي - سويسرا: تولياتي، سمارا أوبلاست - السويد: غلنجيك، كراسنودار كراي - تونس: بيرفوماسكوي، محافظة موسكو - الأوروغواي: بور، نيجني نوفغورود أوبلاست |